# Палаццо Вольпі, Комо

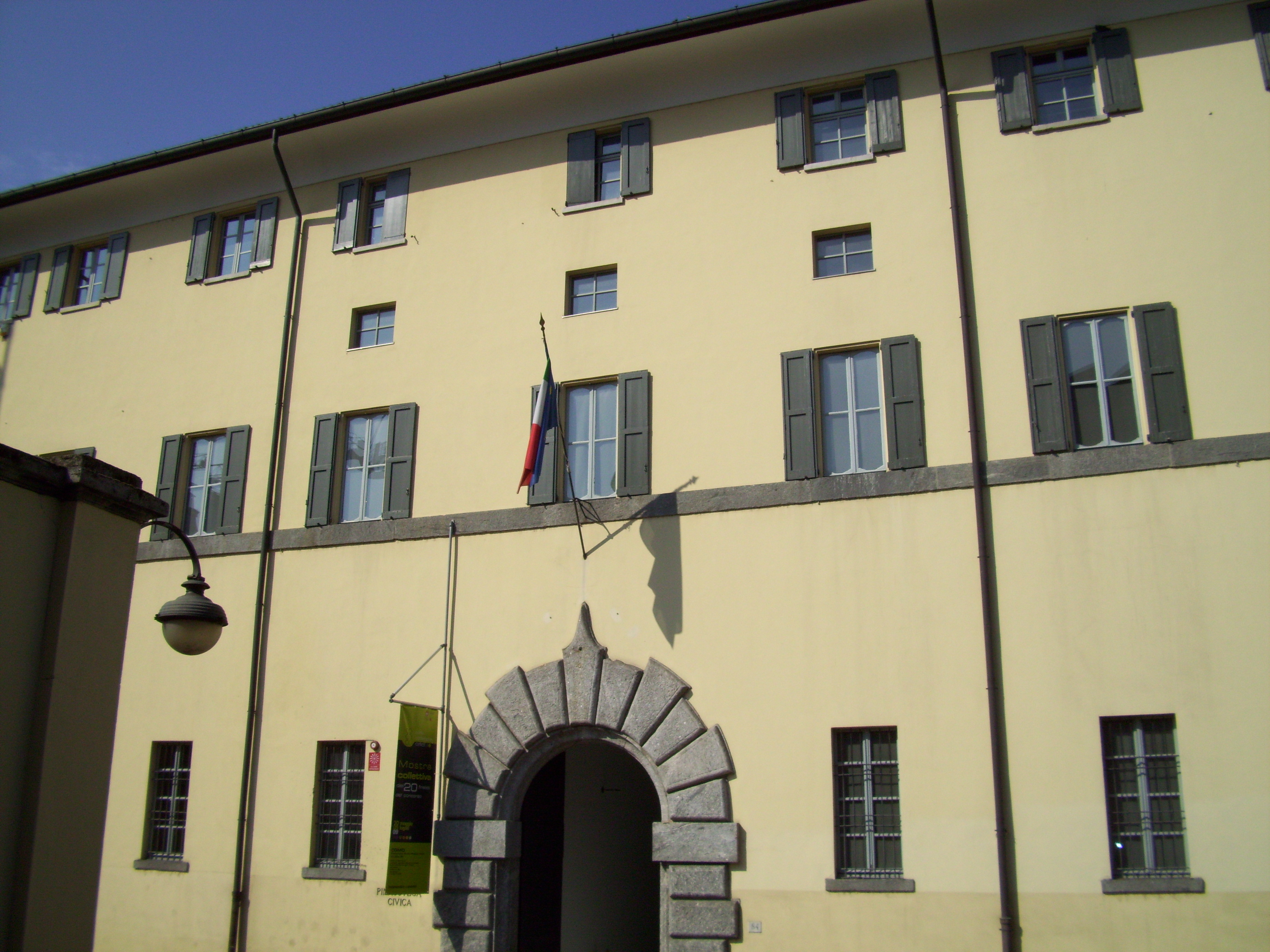
Палаццо Вольпі, головний фасад.

Палаццо Вольпі, Комо( італ. Palazzo Volpi) — палац доби бароко в місті Комо, що перетворений на початку 21 ст. в Пінакотеку Палаццо Вольпі.

## Історія споруди
Первісне помешкання належало родині Вольпі. Представник родини, архієпископ Кьєті, Вольпіано Вольпі (1559—1629), що мешкав у Римі, замовив проект нового палацу архітекторові Серхіо Вентурі. Палац вибудували в період 1622-1633 років під керівництвом П'єтро Паоло Раймонді. Споруда залишилась недобудованою у північній частині і дещо відрізнялась від проекту римського архітектора. Палацу притаманні риси римської архітектури доби бароко і риси архітектури місцевості Комо.
Палац міняв власників. 1839 року палац придбала держава, уряд розмістив тут палац юстиції. Ділянку колишнього саду забудували спорудами тюрми, в палаці Вольпі відбувались судові засідання до 1968 року.
Муніципалітет міста Комо придбав колишній палац юстиції у 1970-ті роки. Були проведені видалення прибудов і споруд 19 століття та реконструкція за проектом архітектора Джанфранко Каніджа. 1989 року споруду, пристосовану під нові функції, передали під художній музей міста Комо. Його офіційна назва - Пінакотека Палаццо Вольпі.
Пінакотека Палаццо Вольпі має декілька відділків, невелику кількість доби середньовіччя, відродження і бароко, низку архітектурних проектів Антоніо Сант'Еліа, мистецьку бібліотеку.